# کوجیرو کایموتو
کوجیرو کایموتو (انگلیسی: Kojiro Kaimoto؛ زادهٔ ۱۴ اکتبر ۱۹۷۷) بازیکن فوتبال اهل ژاپن است.
از باشگاه‌هایی که در آن بازی کرده‌است می‌توان به باشگاه فوتبال توکیو وردی، باشگاه فوتبال سئونگنام، باشگاه فوتبال ناگویا گرامپوس، باشگاه فوتبال گامبا اوساکا، و باشگاه فوتبال آلبیرکس نیگاتا اشاره کرد.